# Sie nannten ihn Thunderbolt
Sie nannten ihn Thunderbolt ist ein US-amerikanischer Kriminalfilm aus dem Jahr 1929. Das Drehbuch basiert auf einer Erzählung der Gebrüder Charles und Jules Furthman.

## Handlung
Der Verbrecher Jim Lang wird Thunderbolt (dt.: Gewitter) genannt. Er wird wegen Raub und Mord gesucht. Mit seiner Freundin Ritzy besucht er einen Nachtclub im New Yorker Stadtteil Harlem. Im Club erklärt Ritzy ihm, dass sie ihn verlassen wird. Als kurz darauf die Polizei eine Razzia unternimmt, kann Thunderbolt knapp entkommen.
Er lässt Ritzy von seiner Gang beobachten. Man informiert ihn, dass sie bei Mrs. Morgen wohnt. Ihr Sohn Bob ist ein Bankangestellter, der sich in Ritzy verliebt hat. Ritzy macht sich Sorgen um Bobs Sicherheit. Sie informiert die Polizei, die dem Gangster eine Falle stellen will. Zwar kann Thunderbolt dieser Falle entgehen, dennoch wird er bald darauf festgenommen und vor Gericht gestellt. Der Richter verurteilt ihn zum Tode.
Von seiner Todeszelle heraus organisiert Thunderbolt einen Raubüberfall auf die Bank, in der Bob arbeitet. Bob soll als Komplize für den Überfall, bei dem es Tote geben soll, gelten. Tatsächlich wird Bob festgenommen und in Thunderbolts Nebenzelle gebracht. Thunderbolts Versuche, zu seinem Rivalen zu gelangen, werden von den Wärtern vereitelt. Auch Bob wird zum Tode verurteilt, heiratet aber noch in der Todeszelle Ritzy. Der Gangster besinnt sich und zeigt sich reuevoll. Er gesteht die Falle, in die Bob getappt ist. Den Plan, Bob in der Nacht vor seiner Hinrichtung zu töten, lässt er fallen. Im Gegenteil klopft er seinem Rivalen in einer freundschaftlichen Geste auf die Schulter.

## Kritiken
Das Lexikon des internationalen Films über den Film: „Virtuos durchkomponiert, fesselt Josef von Sternbergs erster Tonfilm nicht nur durch die künstlichen Licht- und Schattenspiele, sondern auch durch den Einsatz von Musik und Geräuschen und die Schauspielerführung.“
Mordaunt Hall von der New York Times befand, der Film habe eine eigenartige Art von Humor. Es gäbe nichts Erbauliches an dieser Produktion, die kaum unterhaltend sei.
Auch das Magazin Time war nicht angetan von dem Film. Der Film sei albern. Das Publikum werde es den Machern nicht abnehmen, dass es in einer Todeszelle so entspannt zugehen würde.

## Auszeichnungen
Bei der zweiten Oscarverleihung 1930 wurde George Bancroft für den Oscar in der Kategorie Bester Hauptdarsteller nominiert.

## Hintergrund
Die Uraufführung fand am 20. Juni 1929 statt. In Deutschland erschien der Film erstmals am 26. November 1970 im Rahmen einer TV-Premiere im dritten Programm des BR.
Die Produktion von Paramount Pictures, der erste Tonfilm von Josef von Sternberg, ist einer der über 700 Filmen, die zwischen 1929 und 1949 gedreht wurden, und deren Fernsehrechte 1958 an die Universal Pictures verkauft wurden.